# معزبة بن أسعد

تعديل مصدري - تعديل

معزبة بن اسعد هي إحدى قرى عزلة القارة بمديرية رصد التابعة لمحافظة أبين، بلغ تعداد سكانها 43 نسمة حسب تعداد اليمن لعام 2004.